# Lough Fingall Complex SAC
Lough Fingall Complex SAC este o arie protejată (sit de importanță comunitară — SCI) din Irlanda întinsă pe o suprafață de 606,78 ha, integral pe uscat.

## Localizare
Centrul sitului Lough Fingall Complex SAC este situat la coordonatele 53°10′57″N 8°52′59″W / 53.182495°N 8.88303°V.

## Înființare
Situl Lough Fingall Complex SAC a fost declarat sit de importanță comunitară în mai 1998 pentru a proteja 7 specii de animale.

## Biodiversitate
Situată în ecoregiunea atlantică, aria protejată conține 6 habitate naturale: Turlough, Pajiști alpine și boreale, Formațiuni de Juniperus communis pe lande sau pajiști calcaroase, Pajiști uscate seminaturale și facies de acoperire cu tufișuri pe substraturi calcaroase (Festuco-Brometalia) (* situri importante pentru orhidee), Mlaștini calcaroase cu Cladium mariscus și specii de Caricion davallianae, Lespezi calcaroase.
La baza desemnării sitului se află mai multe specii protejate:
- păsări (6): rață pitică (Anas crecca), rață mare (Anas platyrhynchos), becațină comună (Gallinago gallinago), culic mare (Numenius arquata), ploier auriu (Pluvialis apricaria), nagâț (Vanellus vanellus)
- mamifere (1): liliacul mic cu potcoavă (Rhinolophus hipposideros)

Pe lângă speciile protejate, pe teritoriul sitului au mai fost identificate 6 specii de plante, 4 specii de nevertebrate.